# Ulrich Kampffmeyer
Ulrich Kampffmeyer (Hameln, 12 april 1952) is een Duitse bedrijfsadviseur, auteur, archeoloog en informatiewetenschapper. Hij wordt beschouwd als een van de invloedrijkste denkers op het gebied van informatiebeheer in Europa, met een bijzondere focus op digitale archivering, documentbeheer en de toepassing van kunstmatige intelligentie in informatiesystemen.

## Opleiding en vroege carrière
Kampffmeyer studeerde pre- en protohistorie en voor-Aziatische archeologie aan de Georg-August-Universität Göttingen, waar hij in 1978 zijn Magister Artium behaalde en in 1988 promoveerde tot Dr. phil. Daarnaast volgde hij studies in informatica en bodenkunde aan de Christian-Albrechts-Universität in Kiel, die hij in 1982 afrondde met het diploma Prähistoriker. Zijn vroege carrière omvatte onderzoek en onderwijs in archeologische methodologie, waarbij hij zich richtte op de toepassing van informatietechnologie in archeologisch onderzoek.

## Professionele ontwikkeling
In 1992 richtte Kampffmeyer het adviesbureau PROJECT CONSULT GmbH op in Hamburg, dat zich specialiseert in documentbeheer, elektronische archivering en enterprise content management (ECM). Hij bekleedde leidende posities binnen internationale organisaties zoals de Association for Information and Image Management (AIIM) en het DLM Forum van de Europese Commissie, waar hij bijdroeg aan de ontwikkeling van standaarden zoals MoReq2 voor records management.

## Bijdragen aan informatiebeheer
Kampffmeyer introduceerde het concept van 'revisionssichere Archivierung' (revisiebestendige archivering) in 1992, dat sindsdien een standaard is geworden voor de juridische en technische eisen aan digitale archiveringssystemen. In zijn werk 'Dokumenten-Technologien: Wohin geht die Reise?' (2003) analyseerde hij de evolutie van documentbeheer in de context van technologische vooruitgang en compliance-eisen. Zijn publicatie 'ECM Enterprise Content Management' (2006) wordt beschouwd als een fundamenteel werk in het ECM-veld. Daarnaast ontwikkelde hij het concept van Intelligent Information Management (IIM), waarin hij de integratie van kunstmatige intelligentie in informatieprocessen beschrijft.

## Publicaties (selectie)
- Kampffmeyer, U. (1988). "Untersuchungen zur rechnergestützten Klassifikation der Form von Keramik". Lang Verlag, Frankfurt 1988, ISBN 3-8204-0228-4
- Kampffmeyer, U. (1996). Grundsätze der elektronischen Archivierung. VOI Verband Organisation und Information e.V., Darmstadt, 1996, ISBN 3-932898-03-6
- Kampffmeyer, U. (1997). "Dokumenten-Management - Grundlagen und Zukunft". PROJECT CONSULT Verlag, Hamburg, 1997, ISBN 3-9806756-0-2
- Kampffmeyer, U. (2003). "Dokumenten-Technologien: Wohin geht die Reise?". PROJECT CONSULT Verlag. Hamburg, 2003, ISBN 3-9806756-4-5
- Kampffmeyer, U. (2006). ECM Enterprise Content Management. PROJECT CONSULT Verlag. Hamburg 2006, ISBN 3-9365340-9-8
- Kampffmeyer, U. (2013). Information Governance. PROJECT CONSULT Verlag, Whitepaper, Hamburg 2013.